# Ахмед Салім III
Ахмед Салім III ульд Брагім Салім (араб. أحمدسالم ولد إبراهيم السالم; д/н — 1930) — 20-й емір Трарзи в 1905—1930 роках.

## Життєпис
Походив з арабської династії ульд-ахмед ібн даман, гілки ульд-аль-шеркі. Онук еміра Мухаммада III і син Брагіма (Ібрагіма) Саліма. Дата народження достеменно невідомо. 1873 або 1874 року загинув його батько після поразки заколоту проти еміра Алі III.
Був прихильником еміра Ахмеда Саліма II. У 1898 році за його наказом вбив двох родичів по материнській лінії Сіді ульд мухаммада, що претендував на трон. В подальшому брав участь у боротьбі з останнім.
1905 року після вбивства еміра оголосив себе новим володарем Трарзи. Проте в справу втрутилися французи, які фактично перебрали владу в еміраті. Сам Ахмед Салім III перебував в резидентурі Західна Трарза, його суперник Сіді, що також оголосив себе еміром, був в Східній Трарзі. До 1908 року вів війну проти Сіді та його брата Ахмеда ульд Аль-Дайда.
Лише 1910 року, розраховуючи на посилення свого становища французька адміністрація визнала Ахмеда Саліма III еміром. Втім його влада була досить обмеженою. Невдовзі Трарзу було розділено на низку частину, де владу передано шейхам, що підпорядковувалися французам. Сам емір отримував 1/3 податків, збиранням яких керували французькі чиновники.
1911 року брав участь у походах французьких загонів для придушення повстання в еміраті Тагант. 1913 року відправив загони для походу проти Ма аль-Айніна, імама Смари. Згодом знову допомагав французам у приборканні Таганту. Помер 1930 року. Титул еміра француза адміністрація передала Ахмеду ульд Аль-Дайду.